# Eisschnelllauf-Mehrkampfeuropameisterschaft 2001
Die 97. Eisschnelllauf-Mehrkampfeuropameisterschaft (26. der Frauen) wurde vom 12. bis 14. Januar 2001 im italienischen Baselga di Piné (Stadio del ghiaccio di Piné) ausgetragen.

## Teilnehmende Nationen
- 52 Sportler aus 17 Nationen nahmen am Mehrkampf teil.

| Teilnehmende Nationen              | Teilnehmende Nationen                      | Teilnehmende Nationen               | Teilnehmende Nationen   | Teilnehmende Nationen |
| ---------------------------------- | ------------------------------------------ | ----------------------------------- | ----------------------- | --------------------- |
| Österreich Belgien Belarus Schweiz | Tschechien Deutschland Finnland Frankreich | Ungarn Italien Niederlande Norwegen | Polen Rumänien Russland | Schweden Ukraine      |

## Wettbewerb

### Frauen

#### Endstand Kleiner Vierkampf
- Zeigt die ersten zwölf Finalteilnehmerinnen der Mehrkampf-EM über 5000 Meter.

| Rang | Name                      | 500 Meter  | Pkt.  | 3000 Meter   | Pkt.  | 1500 Meter   | Pkt.  | 5000 Meter   | Pkt.  | Gesamt- punkte |
| ---- | ------------------------- | ---------- | ----- | ------------ | ----- | ------------ | ----- | ------------ | ----- | -------------- |
| 1    | Gunda Niemann-Stirnemann  | 41,68 (15) | 41,68 | 4:08,54 (1)  | 41,42 | 2:01,40 (3)  | 40,46 | 7:05,67 (1)  | 42,56 | 166,136        |
| 2    | Claudia Pechstein         | 39,88 (1)  | 39,88 | 4:16,44 (3)  | 42,74 | 2:01,02 (2)  | 40,34 | 7:20,66 (2)  | 44,06 | 167,026        |
| 3    | Wieteke Cramer            | 40,65 (8)  | 40,65 | 4:21,55 (5)  | 43,59 | 2:02,77 (5)  | 40,92 | 7:23,61 (3)  | 44,36 | 169,525        |
| 4    | Barbara de Loor           | 40,11 (3)  | 40,11 | 4:25,52 (10) | 44,25 | 2:03,62 (9)  | 41,20 | 7:30,94 (4)  | 45,09 | 170,663        |
| 5    | Daniela Anschütz          | 40,76 (10) | 40,76 | 4:23,68 (6)  | 43,94 | 2:03,66 (10) | 41,22 | 7:38,52 (5)  | 45,85 | 171,778        |
| 6    | Annamarie Thomas          | 40,40 (7)  | 40,40 | 4:25,33 (9)  | 44,22 | 2:02,84 (6)  | 40,94 | 7:44,39 (8)  | 46,43 | 172,006        |
| 7    | Natalja Poloskowa-Koslowa | 40,65 (8)  | 40,65 | 4:24,06 (7)  | 44,01 | 2:03,26 (8)  | 41,08 | 7:48,32 (10) | 46,83 | 172,578        |
| 8    | Emese Hunyady             | 40,32 (5)  | 40,32 | 4:29,52 (12) | 44,92 | 2:02,97 (7)  | 40,99 | 7:47,51 (9)  | 46,75 | 172,981        |
| 9    | Warwara Baryschewa        | 40,36 (6)  | 40,36 | 4:20,31 (4)  | 43,38 | 2:01,46 (4)  | 40,48 | 8:09,93 (15) | 48,99 | 173,224        |
| 10   | Swetlana Wyssokowa        | 41,49 (14) | 41,49 | 4:25,04 (8)  | 44,17 | 2:05,17 (11) | 41,72 | 7:38,58 (6)  | 45,85 | 173,244        |
| 11   | Emese Dörfler-Antal       | 40,98 (11) | 40,98 | 4:27,45 (11) | 44,57 | 2:07,94 (14) | 42,64 | 7:51,19 (12) | 47,11 | 175,320        |
| 12   | Chiara Simionato          | 40,10 (2)  | 40,10 | 4:39,17 (19) | 46,52 | 2:07,80 (13) | 42,60 | 8:03,45 (14) | 48,34 | 177,573        |

#### 500 Meter
| Platz | Name                      | Land        | Zeit  | Punkte |
| ----- | ------------------------- | ----------- | ----- | ------ |
| 1     | Claudia Pechstein         | Deutschland | 39,88 | 39,88  |
| 2     | Chiara Simionato          | Italien     | 40,10 | 40,10  |
| 3     | Barbara de Loor           | Niederlande | 40,11 | 40,11  |
| 4     | Anni Friesinger           | Deutschland | 40,27 | 40,27  |
| 5     | Emese Hunyady             | Österreich  | 40,32 | 40,32  |
| 6     | Warwara Baryschewa        | Russland    | 40,36 | 40,36  |
| 7     | Annamarie Thomas          | Niederlande | 40,40 | 40,40  |
| 8     | Wieteke Cramer            | Niederlande | 40,65 | 40,65  |
| 8     | Natalja Poloskowa-Koslowa | Russland    | 40,65 | 40,65  |
| 10    | Daniela Anschütz          | Deutschland | 40,76 | 40,76  |
| 11    | Emese Dörfler-Antal       | Österreich  | 40,98 | 40,98  |
|       |                           |             |       |        |
| 15    | Gunda Niemann-Stirnemann  | Deutschland | 41,68 | 41,68  |

#### 3000 Meter
| Platz | Name                      | Land        | Zeit    | Punkte |
| ----- | ------------------------- | ----------- | ------- | ------ |
| 1     | Gunda Niemann-Stirnemann  | Deutschland | 4:08,54 | 41,42  |
| 2     | Renate Groenewold         | Niederlande | 4:15,80 | 42,63  |
| 3     | Claudia Pechstein         | Deutschland | 4:16,44 | 42,74  |
| 4     | Warwara Baryschewa        | Russland    | 4:20,31 | 43,38  |
| 5     | Wieteke Cramer            | Niederlande | 4:21,55 | 43,59  |
| 6     | Daniela Anschütz          | Deutschland | 4:23,68 | 43,94  |
| 7     | Natalja Poloskowa-Koslowa | Russland    | 4:24,06 | 44,01  |
| 8     | Swetlana Wyssokowa        | Russland    | 4:25,04 | 44,17  |
| 9     | Annamarie Thomas          | Niederlande | 4:25,33 | 44,22  |
| 10    | Barbara de Loor           | Niederlande | 4:25,52 | 44,25  |
|       |                           |             |         |        |
| 11    | Emese Dörfler-Antal       | Österreich  | 4:27,45 | 44,57  |
| 12    | Emese Hunyady             | Österreich  | 4:29,52 | 44,92  |

#### 1500 Meter
| Platz | Name                      | Land        | Zeit    | Punkte |
| ----- | ------------------------- | ----------- | ------- | ------ |
| 1     | Renate Groenewold         | Niederlande | 2:00,26 | 40,08  |
| 2     | Claudia Pechstein         | Deutschland | 2:01,02 | 40,34  |
| 3     | Gunda Niemann-Stirnemann  | Deutschland | 2:01,40 | 40,46  |
| 4     | Warwara Baryschewa        | Russland    | 2:01,46 | 40,48  |
| 5     | Wieteke Cramer            | Niederlande | 2:02,77 | 40,92  |
| 6     | Annamarie Thomas          | Niederlande | 2:02,84 | 40,94  |
| 7     | Emese Hunyady             | Österreich  | 2:02,97 | 40,99  |
| 8     | Natalja Poloskowa-Koslowa | Russland    | 2:03,26 | 41,08  |
| 9     | Barbara de Loor           | Niederlande | 2:03,62 | 41,20  |
| 10    | Daniela Anschütz          | Deutschland | 2:03,66 | 41,22  |
|       |                           |             |         |        |
| 14    | Emese Dörfler-Antal       | Österreich  | 2:07,94 | 42,64  |

#### 5000 Meter
| Platz | Name                      | Land        | Zeit    | Punkte |
| ----- | ------------------------- | ----------- | ------- | ------ |
| 1     | Gunda Niemann-Stirnemann  | Deutschland | 7:05,67 | 42,56  |
| 2     | Claudia Pechstein         | Deutschland | 7:20,66 | 44,06  |
| 3     | Wieteke Cramer            | Niederlande | 7:23,61 | 44,36  |
| 4     | Barbara de Loor           | Niederlande | 7:30,94 | 45,09  |
| 5     | Daniela Anschütz          | Deutschland | 7:38,52 | 45,85  |
| 6     | Swetlana Wyssokowa        | Russland    | 7:38,58 | 45,85  |
| 7     | Andreea Jakab             | Rumänien    | 7:43,13 | 46,31  |
| 8     | Annamarie Thomas          | Niederlande | 7:44,39 | 46,43  |
| 9     | Emese Hunyady             | Österreich  | 7:47,51 | 46,75  |
| 10    | Natalja Poloskowa-Koslowa | Russland    | 7:48,32 | 46,83  |
|       |                           |             |         |        |
| 12    | Emese Dörfler-Antal       | Österreich  | 7:51,19 | 47,11  |

### Männer

#### Endstand Großer Vierkampf
- Zeigt die ersten zwölf Finalteilnehmer der Mehrkampf-EM über 10.000 Meter.

| Rang | Name              | 500 Meter  | Pkt.  | 5000 Meter   | Pkt.  | 1500 Meter   | Pkt.  | 10.000 Meter  | Pkt.  | Gesamt- punkte |
| ---- | ----------------- | ---------- | ----- | ------------ | ----- | ------------ | ----- | ------------- | ----- | -------------- |
| 1    | Dmitri Schepel    | 37,42 (9)  | 37,42 | 6:38,58 (3)  | 39,85 | 1:49,42 (1)  | 36,47 | 14:08,32 (5)  | 42,41 | 156,167        |
| 2    | Bart Veldkamp     | 38,50 (22) | 38,50 | 6:33,65 (1)  | 39,36 | 1:52,27 (6)  | 37,42 | 13:38,72 (1)  | 40,93 | 156,224        |
| 3    | Ids Postma        | 36,95 (1)  | 36,95 | 6:39,30 (4)  | 39,93 | 1:51,13 (4)  | 37,04 | 14:09,74 (7)  | 42,48 | 156,410        |
| 4    | Jochem Uytdehaage | 37,30 (6)  | 37,30 | 6:41,78 (7)  | 40,17 | 1:51,81 (5)  | 37,27 | 14:04,96 (4)  | 42,24 | 156,996        |
| 5    | Alexander Kibalko | 37,00 (4)  | 37,00 | 6:47,99 (13) | 40,79 | 1:49,98 (2)  | 36,66 | 14:16,63 (9)  | 42,83 | 157,290        |
| 6    | Roberto Sighel    | 37,68 (15) | 37,68 | 6:40,23 (6)  | 40,02 | 1:53,61 (14) | 37,87 | 14:09,32 (6)  | 42,46 | 158,039        |
| 7    | Vadim Sajutin     | 38,13 (18) | 38,13 | 6:41,83 (8)  | 40,18 | 1:52,91 (9)  | 37,63 | 14:02,70 (2)  | 42,13 | 158,084        |
| 8    | Cédric Kuentz     | 37,46 (10) | 37,46 | 6:46,72 (12) | 40,67 | 1:50,27 (3)  | 36,75 | 14:40,47 (14) | 44,02 | 158,911        |
| 9    | Jelmer Beulenkamp | 37,32 (8)  | 37,32 | 6:48,55 (14) | 40,85 | 1:52,87 (8)  | 37,62 | 14:37,36 (13) | 43,86 | 159,666        |
| 10   | Jan Friesinger    | 37,48 (12) | 37,48 | 6:51,59 (20) | 41,15 | 1:52,99 (10) | 37,66 | 14:28,30 (12) | 43,41 | 159,717        |
| 11   | Christian Breuer  | 37,67 (14) | 37,67 | 6:51,31 (18) | 41,13 | 1:53,10 (11) | 37,70 | 14:27,57 (10) | 43,37 | 159,879        |
| 12   | Frank Dittrich    | 38,96 (28) | 38,96 | 6:44,41 (10) | 40,44 | 1:56,69 (24) | 38,89 | 14:03,47 (3)  | 42,17 | 160,470        |

#### 500 Meter
| Platz | Name                 | Land        | Zeit  | Punkte |
| ----- | -------------------- | ----------- | ----- | ------ |
| 1     | Ids Postma           | Niederlande | 36,95 | 36,95  |
| 2     | Risto Rosendahl      | Finnland    | 36,96 | 36,96  |
| 2     | Mark Tuitert         | Niederlande | 36,96 | 36,96  |
| 4     | Alexander Kibalko    | Russland    | 37,00 | 37,00  |
| 5     | Petter Andersen      | Norwegen    | 37,02 | 37,02  |
| 6     | Jochem Uytdehaage    | Niederlande | 37,30 | 37,30  |
| 6     | Zsolt Baló           | Ungarn      | 37,3  | 37,30  |
| 8     | Jelmer Beulenkamp    | Niederlande | 37,32 | 37,32  |
| 9     | Dmitri Schepel       | Russland    | 37,42 | 37,42  |
| 10    | Cédric Kuentz        | Frankreich  | 37,46 | 37,46  |
|       |                      |             |       |        |
| 12    | Jan Friesinger       | Deutschland | 37,48 | 37,48  |
| 14    | Christian Breuer     | Deutschland | 37,67 | 37,67  |
| 21    | Marnix ten Kortenaar | Österreich  | 38,19 | 38,19  |
| 28    | Frank Dittrich       | Deutschland | 38,96 | 38,96  |

#### 5000 Meter
| Platz | Name                 | Land        | Zeit    | Punkte |
| ----- | -------------------- | ----------- | ------- | ------ |
| 1     | Bart Veldkamp        | Belgien     | 6:33,65 | 39,36  |
| 2     | Mark Tuitert         | Niederlande | 6:37,55 | 39,75  |
| 3     | Dmitri Schepel       | Russland    | 6:38,58 | 39,85  |
| 4     | Ids Postma           | Niederlande | 6:39,30 | 39,93  |
| 5     | Paweł Jan Zygmunt    | Polen       | 6:39,56 | 39,95  |
| 6     | Roberto Sighel       | Italien     | 6:40,23 | 40,02  |
| 7     | Jochem Uytdehaage    | Niederlande | 6:41,78 | 40,17  |
| 8     | Vadim Sajutin        | Russland    | 6:41,83 | 40,18  |
| 9     | Stian Bjørge         | Norwegen    | 6:43,08 | 40,30  |
| 10    | Frank Dittrich       | Deutschland | 6:44,41 | 40,44  |
|       |                      |             |         |        |
| 11    | Martin Feigenwinter  | Schweiz     | 6:46,22 | 40,62  |
| 17    | Marnix ten Kortenaar | Österreich  | 6:50,44 | 41,04  |
| 18    | Christian Breuer     | Deutschland | 6:51,31 | 41,13  |
| 20    | Jan Friesinger       | Deutschland | 6:51,59 | 41,15  |

#### 1500 Meter
| Platz | Name                 | Land        | Zeit    | Punkte |
| ----- | -------------------- | ----------- | ------- | ------ |
| 1     | Dmitri Schepel       | Russland    | 1:49,42 | 36,47  |
| 2     | Alexander Kibalko    | Russland    | 1:49,98 | 36,66  |
| 3     | Cédric Kuentz        | Frankreich  | 1:50,27 | 36,75  |
| 4     | Ids Postma           | Niederlande | 1:51,13 | 37,04  |
| 5     | Jochem Uytdehaage    | Niederlande | 1:51,81 | 37,27  |
| 6     | Bart Veldkamp        | Belgien     | 1:52,27 | 37,42  |
| 7     | Petter Andersen      | Norwegen    | 1:52,45 | 37,48  |
| 8     | Jelmer Beulenkamp    | Niederlande | 1:52,87 | 37,62  |
| 9     | Vadim Sajutin        | Russland    | 1:52,91 | 37,63  |
| 10    | Jan Friesinger       | Deutschland | 1:52,99 | 37,66  |
|       |                      |             |         |        |
| 11    | Christian Breuer     | Deutschland | 1:53,10 | 37,70  |
| 16    | Marnix ten Kortenaar | Österreich  | 1:53,75 | 37,91  |
| 24    | Frank Dittrich       | Deutschland | 1:56,69 | 38,89  |
| 25    | Martin Feigenwinter  | Schweiz     | 1:56,88 | 38,96  |

#### 10.000 Meter
| Platz | Name                | Land        | Zeit     | Punkte |
| ----- | ------------------- | ----------- | -------- | ------ |
| 1     | Bart Veldkamp       | Belgien     | 13:38,72 | 40,93  |
| 2     | Vadim Sajutin       | Russland    | 14:02,70 | 42,13  |
| 3     | Frank Dittrich      | Deutschland | 14:03,47 | 42,17  |
| 4     | Jochem Uytdehaage   | Niederlande | 14:04,96 | 42,24  |
| 5     | Dmitri Schepel      | Russland    | 14:08,32 | 42,41  |
| 6     | Roberto Sighel      | Italien     | 14:09,32 | 42,46  |
| 7     | Ids Postma          | Niederlande | 14:09,74 | 42,48  |
| 8     | Martin Feigenwinter | Schweiz     | 14:13,87 | 42,69  |
| 9     | Alexander Kibalko   | Russland    | 14:16,63 | 42,83  |
| 10    | Christian Breuer    | Deutschland | 14:27,57 | 43,37  |
|       |                     |             |          |        |
| 12    | Jan Friesinger      | Deutschland | 14:28,30 | 43,41  |